# St. Mariä Geburt (Efferen)

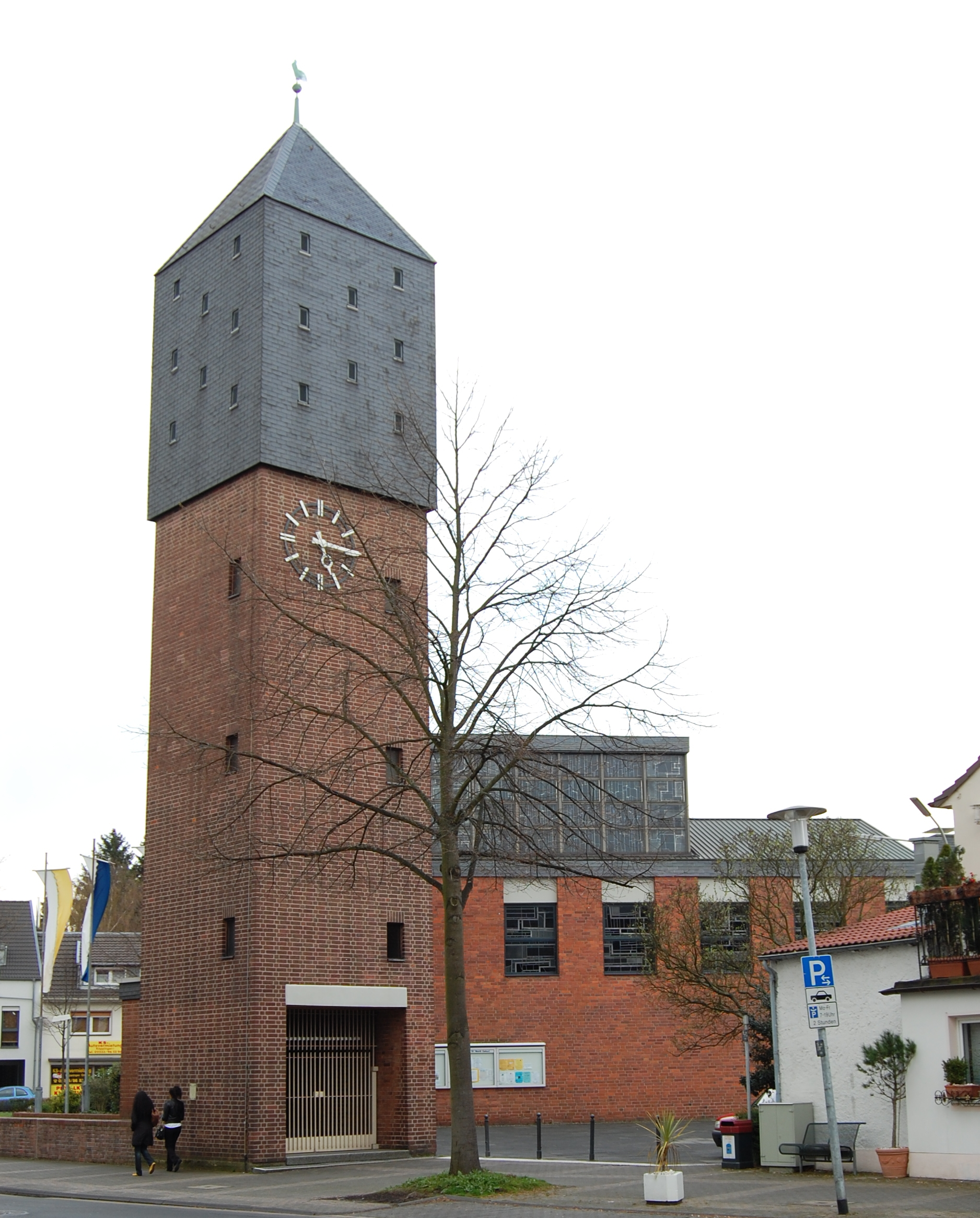
St. Mariä Geburt in Hürth-Efferen

Die römisch-katholische Kirche St. Mariä Geburt ist eine Kirche im Stadtteil Efferen der Stadt Hürth. Die heutige Kirche wurde als Ersatz für die 1944 zerstörte Kirche, die gegenüber der heutigen Kirche ihren Standort hatte, gebaut. Entworfen wurde sie von den Kölner Architekten Wolfram Borgard und Fritz Volmer, geweiht wurde sie am 25. November 1956 durch den Weihbischof Wilhelm Cleven.

## Entstehung und Geschichte der Kirche
Efferen war ab der Schenkung des Ortes gemeinsam mit Fischenich und Stotzheim im Jahr 696 durch Plektrudis und ihren Gemahl Pippin der Mittlere im Grund- und Erbbesitz des Kölner Nonnenstifts St. Maria im Kapitol. Wahrscheinlich existierte bereits zu diesem Zeitpunkt eine Kirche in dem Ort, erstmals wird Efferen aber erst 1189 in einer Urkunde des Kölner Erzbischofs Philipp I. von Heinsberg als Pfarrort urkundlich erwähnt. Im Ort hoch verehrt wurden neben Maria die heilige Anna und der heilige Donatus. 1223 wurde die Parochie Efferen durch die Äbtissin Gerbergis in das Stift St. Maria im Kapitol einverleibt, um die Einkünfte des Stiftes durch den Zehnten in Efferen aufzubessern.

### Romanische Kirche bis 1869
Die Gläubigen begnügten sich zunächst mit einer einfachen Holzkirche, der im 11. oder 12. Jahrhundert eine romanische Tuffsteinkirche mit dem Titel Nativitas B.M.V. folgte, die durch das Stift St. Maria im Kapitol erbaut und zum größten Teil auch erhalten wurde. Die Unterhaltung des Turms unterlag der Verantwortung der Gemeinde und das Chor der des Pfarrers.
Die romanische Kirche bestand aus einem Kirchenschiff mit den Maßen 40 mal 35 Fuß. Im Westen befand sich ein niedriger Kirchturm mit einem kuppelförmigen Dach, während sich im Osten der Eingang der Kirche in Form eines abgetrennten Torraums mit einem großen Rundbogentor befand. Ihr Standort war etwa der der heutigen Kirche. In der Kirche befanden sich drei Altäre, von denen der Hochaltar der heiligen Walburga, der südliche Nebenaltar der Jungfrau Maria und der nördliche der heiligen Anna geweiht waren.

### Neugotische Pfarrkirche 1869–1944
Am 6. Juni 1869 wurde die mittelalterliche romanische Kirche durch eine neugotische Saalkirche auf der gegenüberliegenden Seite der Kaulardstraße, vormals Kirchstraße, ersetzt. Diese wurde von Heinrich Nagelschmidt als dreischiffige Kirche entworfen und vom Weihbischof Johann Anton Friedrich Baudri eingeweiht.
Am 31. Oktober 1944 wurde diese Kirche nahezu vollständig zerstört, und die Gemeinde musste sich mit einer Notkirche behelfen, in der auch die evangelische Gemeinde nach dem Krieg und der Zerstörung ihres Versammlungsraumes eine Zeitlang Gastrecht bekam. Die neue evangelische Kirche am Ort wurde am 13. Juli 1952 eingeweiht. Sie trägt heute den Namen Friedenskirche.

### Moderne Kirche St. Mariä Geburt
Die heutige katholische Kirche St. Mariä Geburt wurde am 25. November 1956 auf dem Gelände des ehemaligen Friedhofs an der Ecke Bach- und Kaulardstraße von Weihbischof Wilhelm Cleven eingeweiht. Aus der alten Kirche konnte das prachtvolle Chorgestühl ursprünglich aus St. Maria im Capitol stammend sowie einige Bildwerke gerettet werden. Die Entwürfe für den Neubau stammten von den Kölner Architekten Wolfram Borgard und Fritz Volmer. Durch das Anwachsen der katholischen Gemeinde Efferen wurde Anfang der 1970er Jahre eine Erweiterung des Kirchenbaus nötig und beschlossen, die 1971/72 durch den Kölner Architekten Karl Band realisiert wurde.

## Architektur
Die Kirche besteht aus dem Hauptgebäude und einem frei an der Straße stehenden Glockenturm. Der Turm hat eine quadratische Grundfläche, der Turmschaft besteht aus Ziegelmauern, die im oberen Bereich in eine mit Schiefer verkleidete Glockengeschosszone aus Holzfachwerk übergehen. Die Turmfassade ist im Ziegelbereich nur durch wenige kleine Fenster durchbrochen, während das Glockengeschoss mehrere kleine Fenster aufweist, die an Schießscharten erinnern. An der östlichen Ziegelwand, die vor dem Umbau mit der Kirche verbunden war und heute durch eine Konche geschlossen ist, befindet sich ein Dreipass aus dem Maßwerk des Kölner Doms als Verzierung. Der Innenraum des unteren Turmabschnitts wurde zu einer kleinen Kapelle mit einem großen „Nazarener Kreuz“ umgestaltet. In das Glockengeschoss gelangt man über eine schmale Eisenleiter im Inneren des Turms.

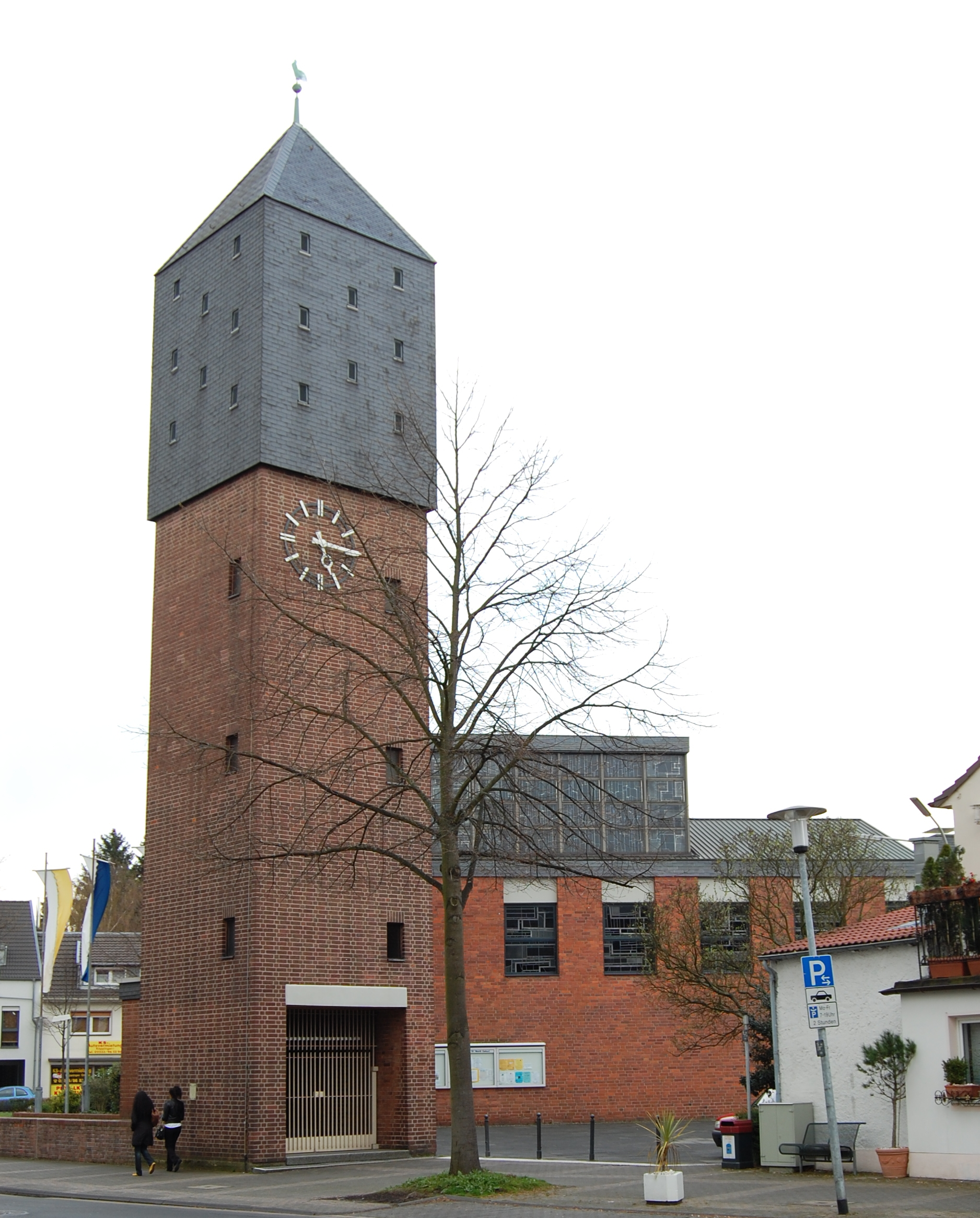
Turm von der Westseite
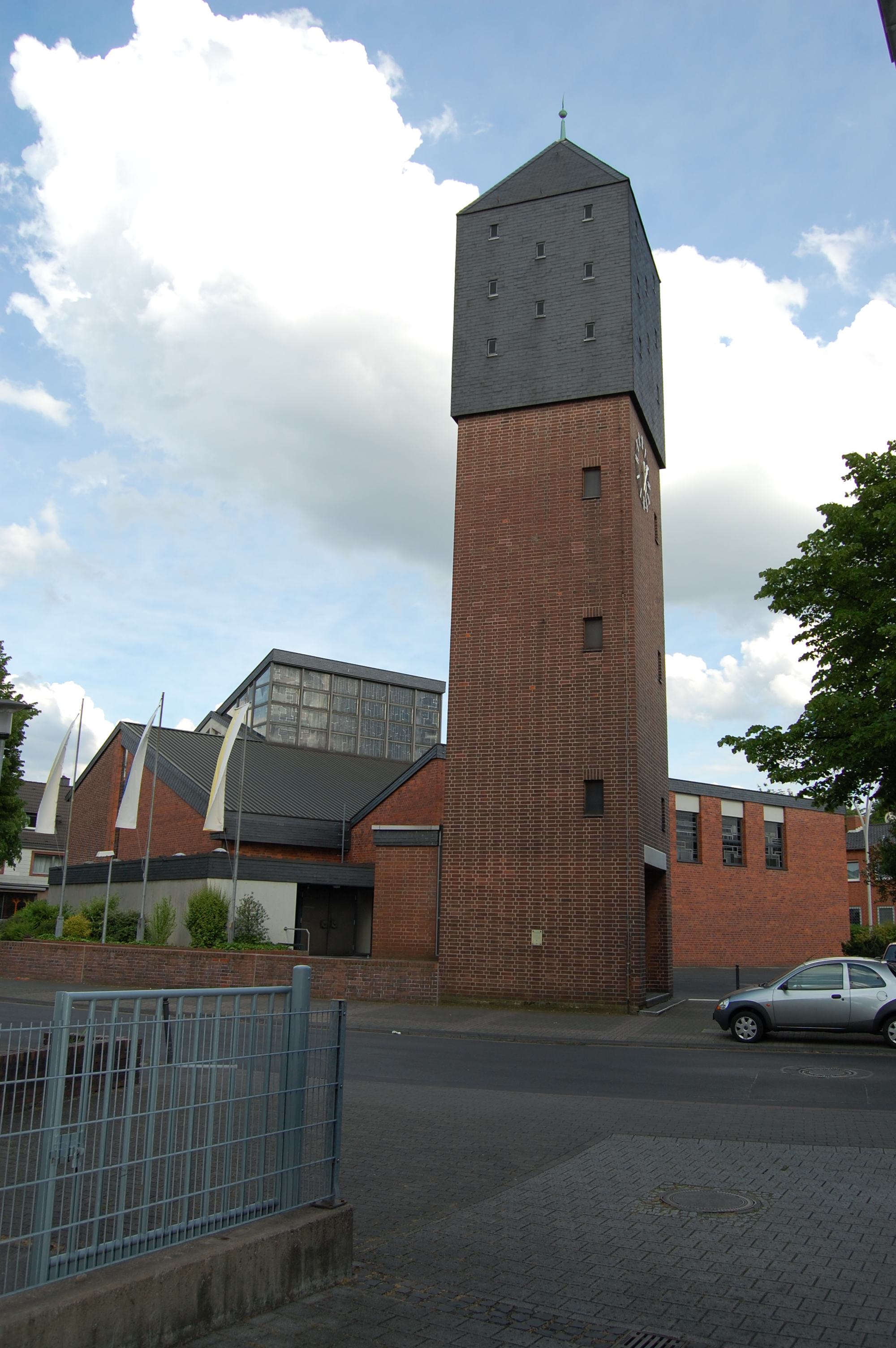
Turm von der Nordseite
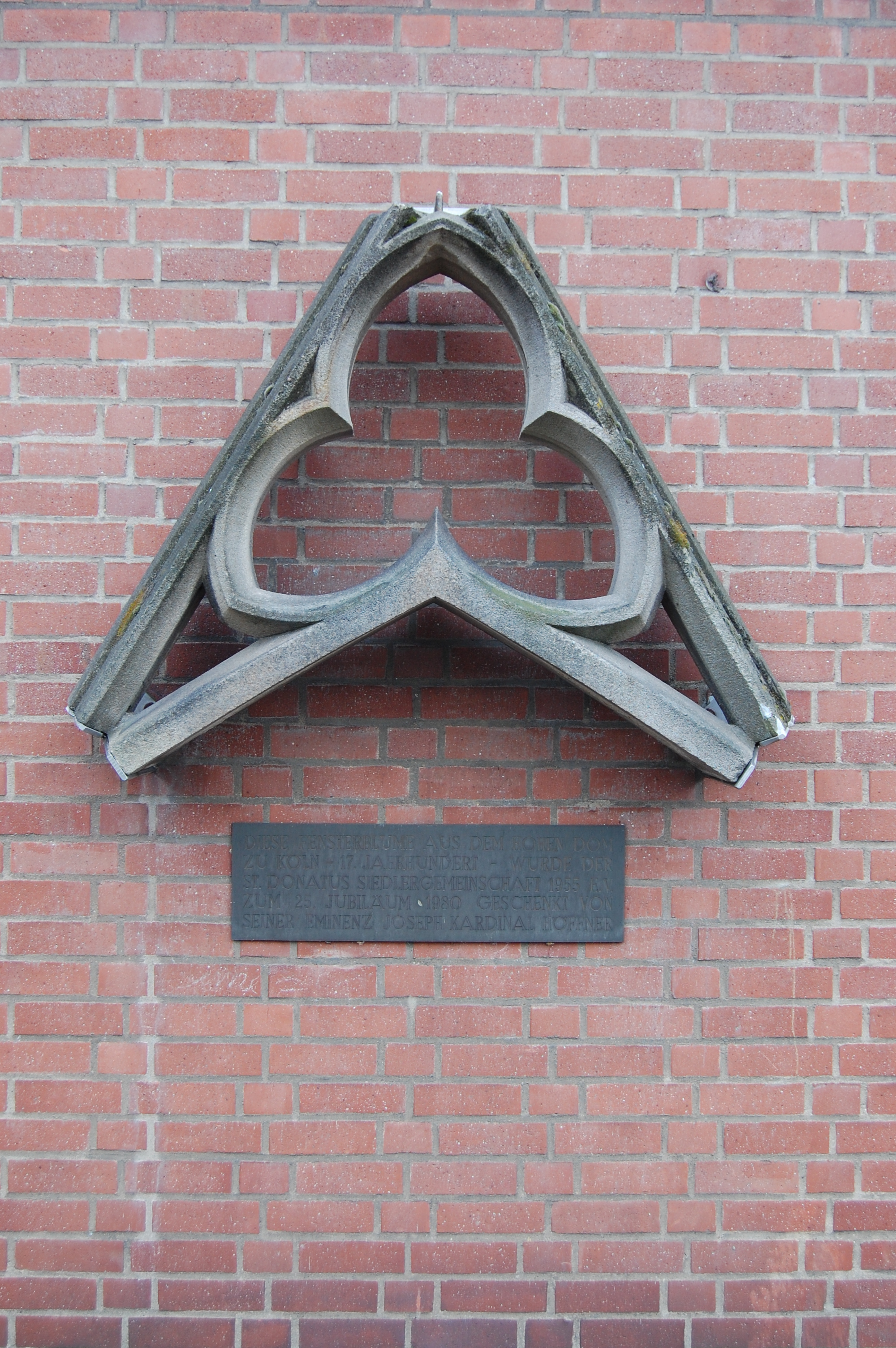
Maßwerk an der Ostseite
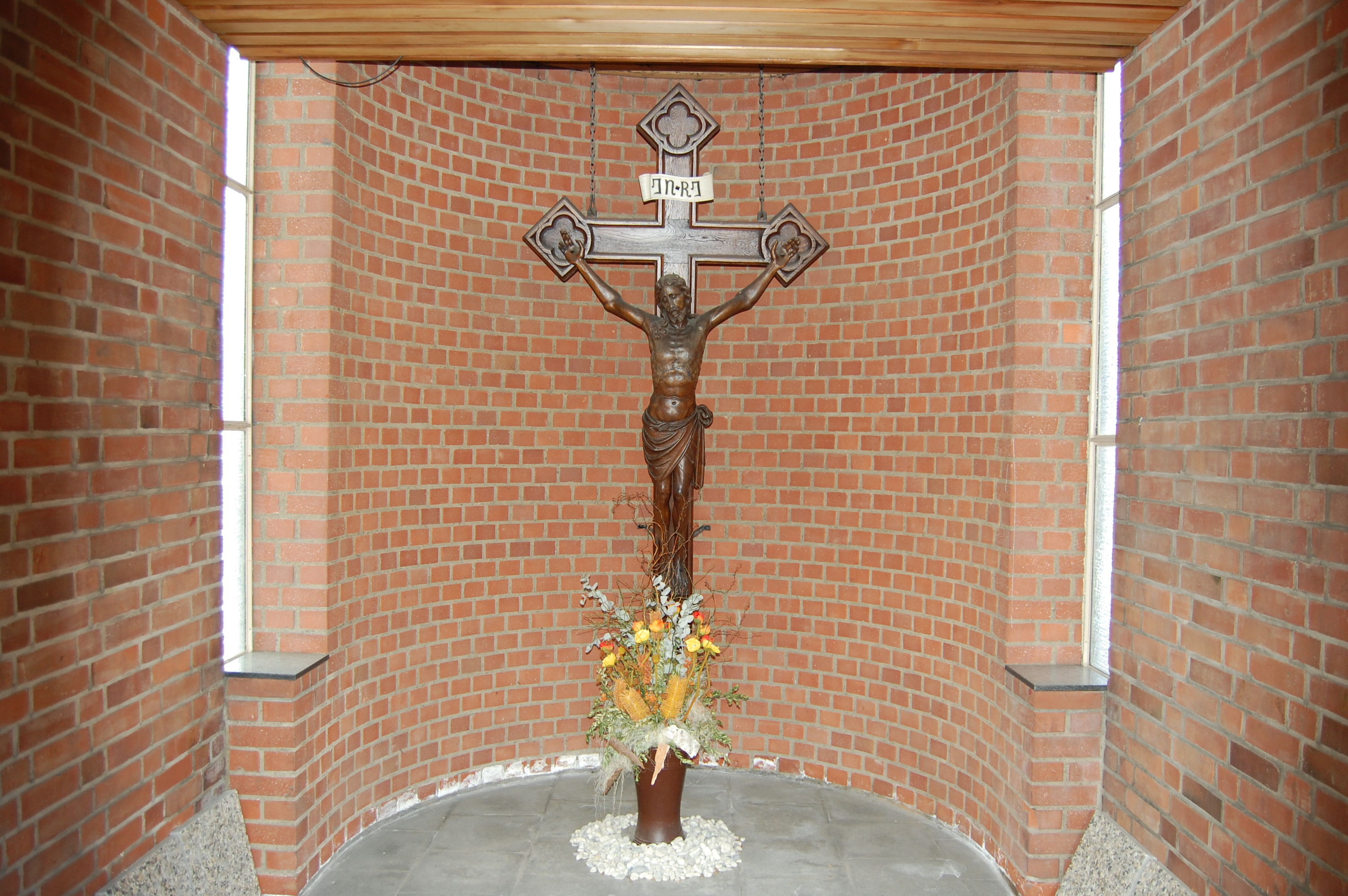
Nazarener Kreuz in der Turmkapelle

Das Hauptgebäude enthält den Altarraum sowie im südlichen Bereich verschiedene weitere Nutzräume, darunter das Pfarrbüro, die Sakristei, eine Pfarrbibliothek sowie einen kleinen Saal für etwa 130 Personen im Obergeschoss. Es besteht aus mehreren rechtwinkligen und ineinander verschachtelten Elementen, die von Dachschrägen und Fensterelementen durchbrochen sind. Die Außenfassade wird wie der Turm von roten Ziegelmauern gebildet. Der Hauptteil ist dabei mit einem weit heruntergezogenen Dach mit 45°-Gefälle gedeckt. Die Erweiterungen von 1972 durch Karl Band schließen sich an den Hauptkomplex nach Osten und nach Westen an. Dabei wurden nach Osten durch eine Verlängerung des südlichen Seitenschiffs etwa 60 m² gewonnen, und die Orgel und der Raum für den Kirchenchor konnten in eine obere Ebene versetzt werden, die auf Eisensäulen ruht und über eine Freitreppe erreichbar ist. Durch die Rücksetzung der Westwand um etwa 6 Meter wurden etwa 160 m² zusätzlicher Raum geschaffen, für eine Licht sorgen seitdem sechs modern gestaltete Buntglasfenster in der Westfassade.
Die Nordseite wurde von Borgard und Vollmer mit einer Betonwabenfensterfront gestaltet, die durch Buntglasfenster mit Motiven aus der Lauretanischen Litanei gefüllt waren. Diese wurden von Band durch dunkelverfugte Ziegelsteine ausgefüllt und durch eine 3 Meter hohe, rautenförmige Lichtbetonwand mit der dahinter liegenden Beichtstuhlanlage versehen. Das nördliche Seitenschiff blieb 3 Meter gegenüber Haupt- und Südschiff zurückversetzt. Das Dach ist auf der Südseite bis zur Mitte der Orgelempore gleichlaufend durchgezogen und fällt von dort mit gleicher Neigung nach Osten ab. Im Hauptschiff endet es bereits auf der Höhe der Abschlusswand zum Nordschiff.

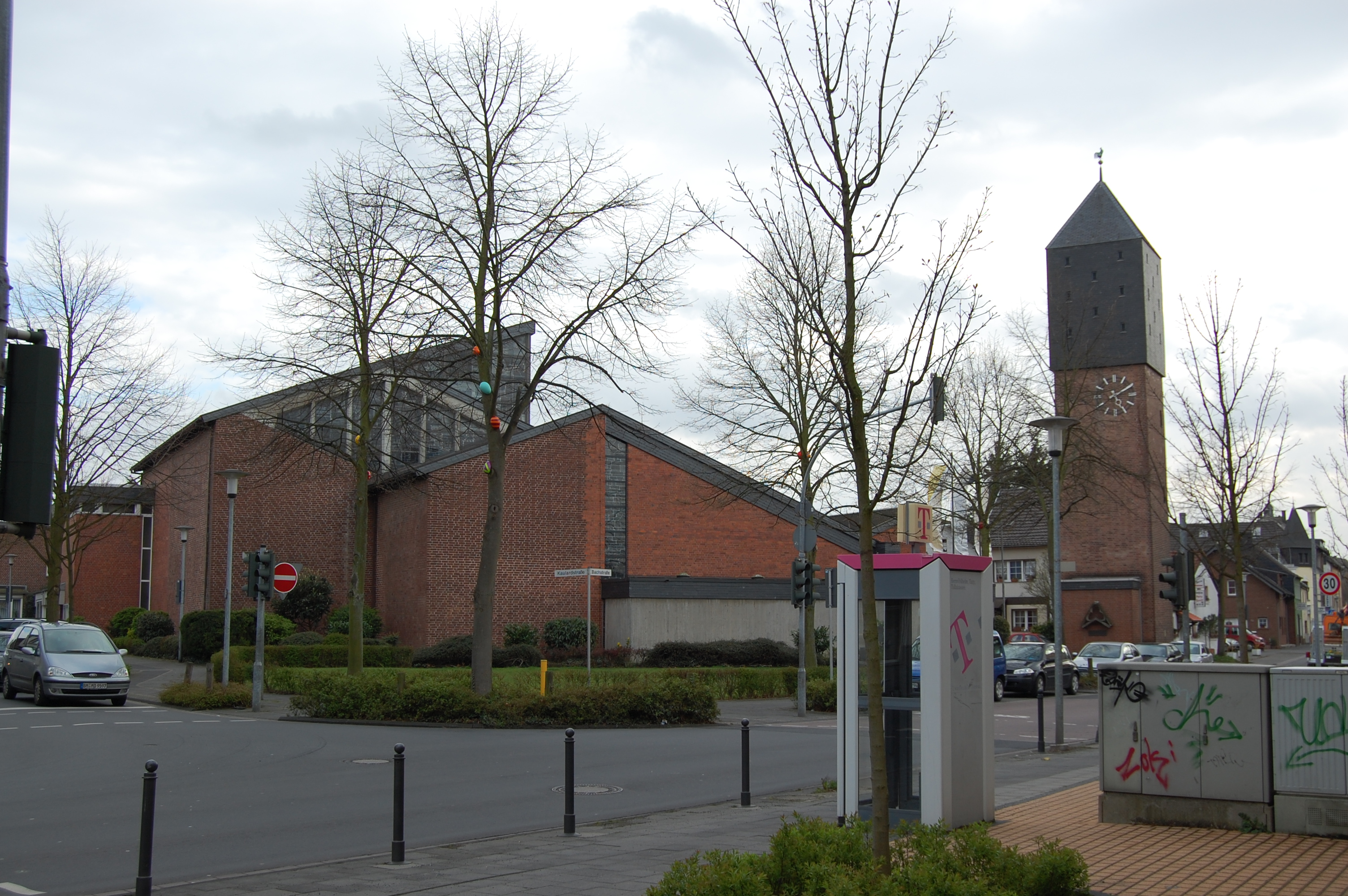
Gesamtkomplex St. Mariä Geburt
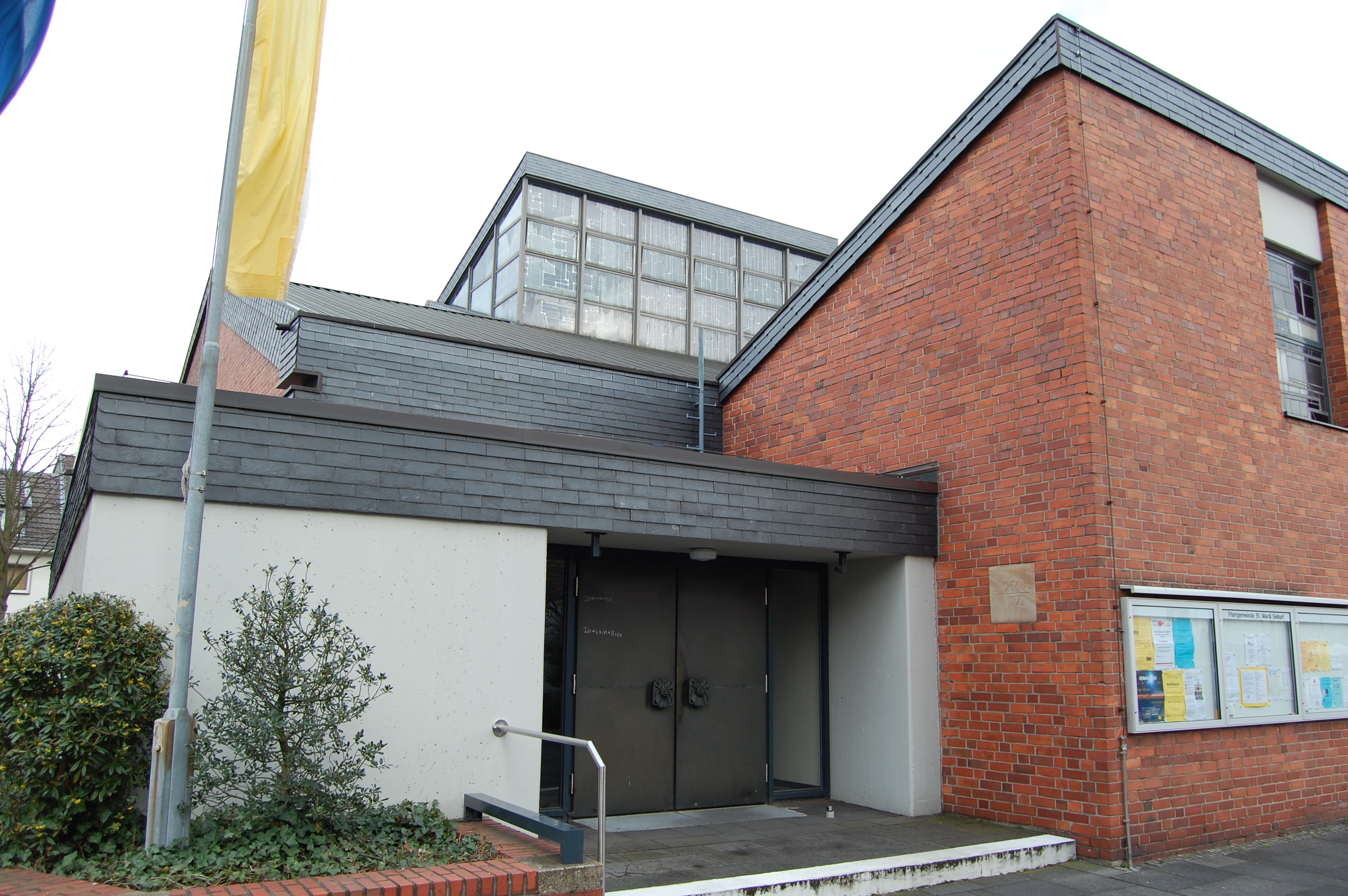
Haupteingang Westseite
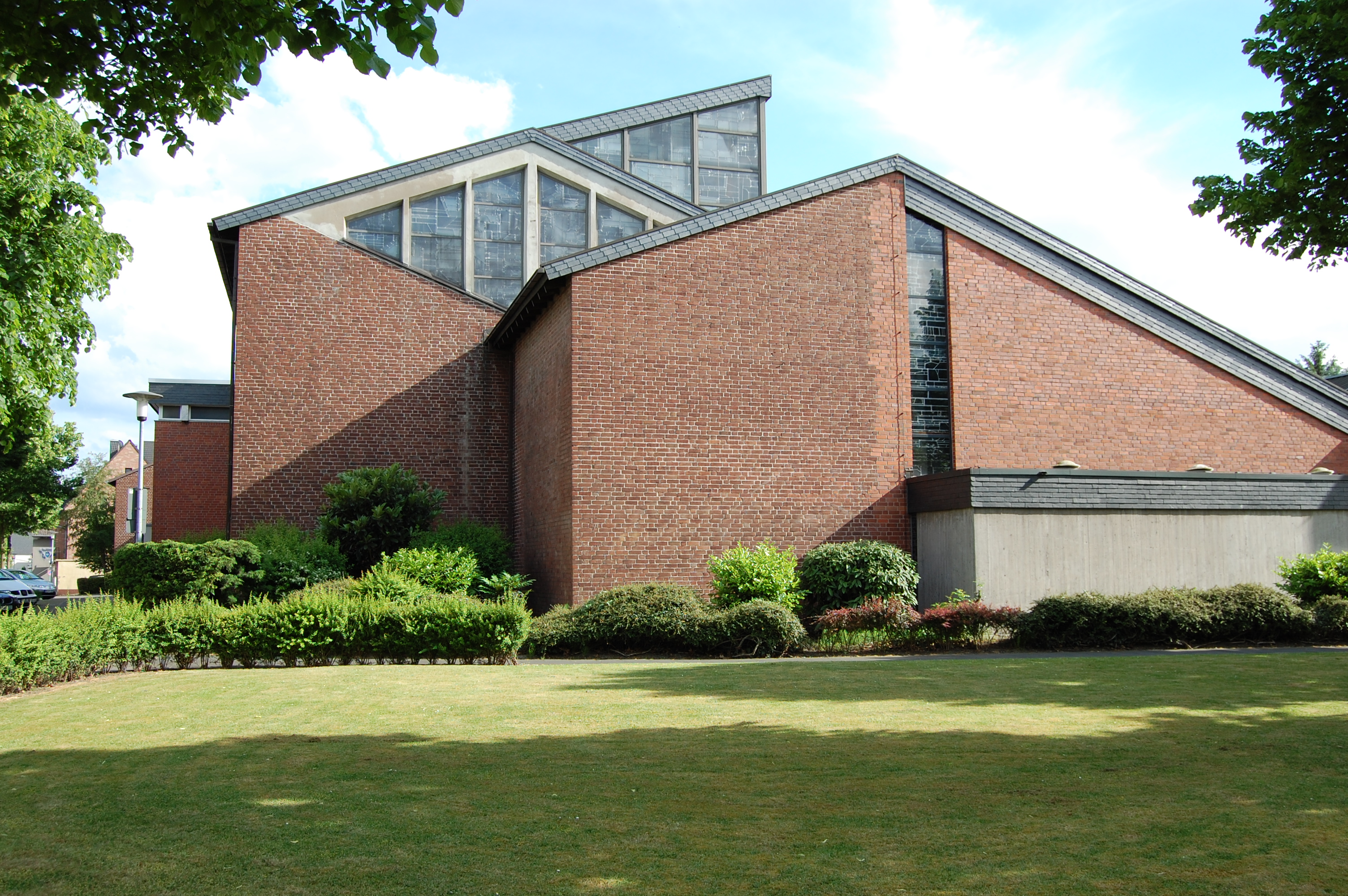
Nordseite
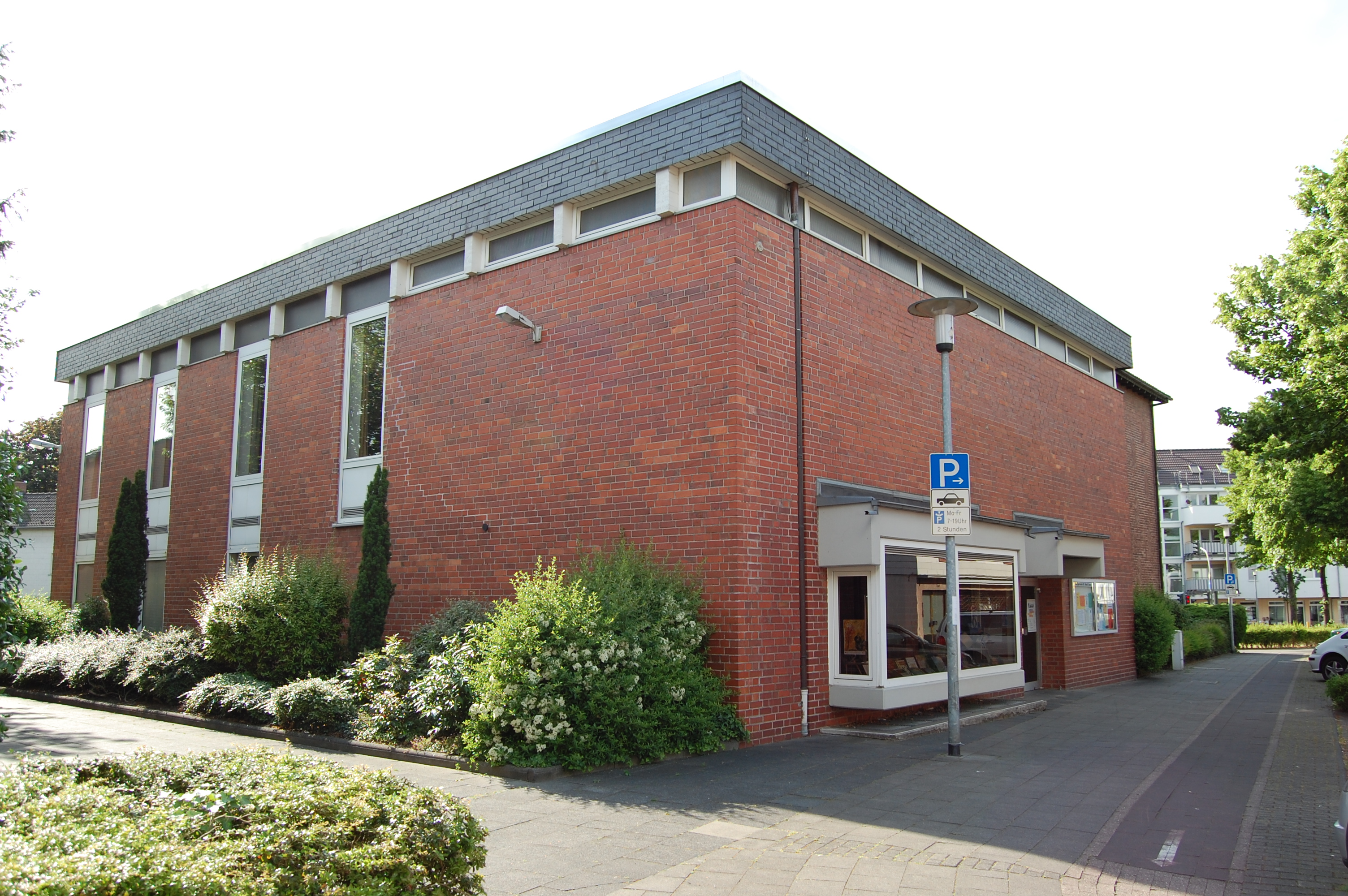
Südostseite mit Pfarrbibliothek

Der viereckige Chor an der Nordseite erhielt einen etwa 3 Meter hohen Lichtschacht, der auf der Seite der Empore spitz zuläuft und sich nach Osten unter dem Dach erweitert und so den gesamten Altarraum durch die farbige Verglasung ausleuchtet.

## Ausstattung
Die gesamte farbige Verglasung wurde 1972/73 von dem Kölner Künstler Will Thonett gestaltet.
Der Kölner Bildhauer Bernhard Schoofs schuf den Altar aus Aachener Blaustein sowie den Taufstein, die Sedilien, den Ambo und die Tabernakelstele, auf der das von Heinz Rheindorf geschaffene Sakramentshaus steht.

### Chorgestühl
Das älteste Inventar der Kirche St. Mariä Geburt sind Teile des Chorgestühls an der Nordseite des Chores. Dabei handelt es sich um die bei Clemen angeführten, historisch wertvollen Teile von vier aus dem 16. Jahrhundert stammenden Chorstühlen. Sie befanden sich schon in der Vorgängerkirche, in der mittelalterlichen romanischen Kirche. Bei den noch erhaltenen Teilen handelt es sich um sogenannte Miserikordien aus dem ursprünglich kompletten Gestühl in der Kölner Kapitolskirche. Die klappbaren Sitze zeigen im hochgestellten Zustand die Wappen von Kölner Patrizierfamilien, die wiederholt in der freien Reichsstadt Köln das Bürgermeisteramt bekleideten. Es sind die Wappen der „Reihts“, der „Rinks“ und der „Kannegießer“. Das vierte Wappen, welches in schlechtem Zustand war, konnte nicht eindeutig zugeordnet werden, es wird den Overstolzen oder dem Geschlecht der Lyskirchen zugeschrieben.

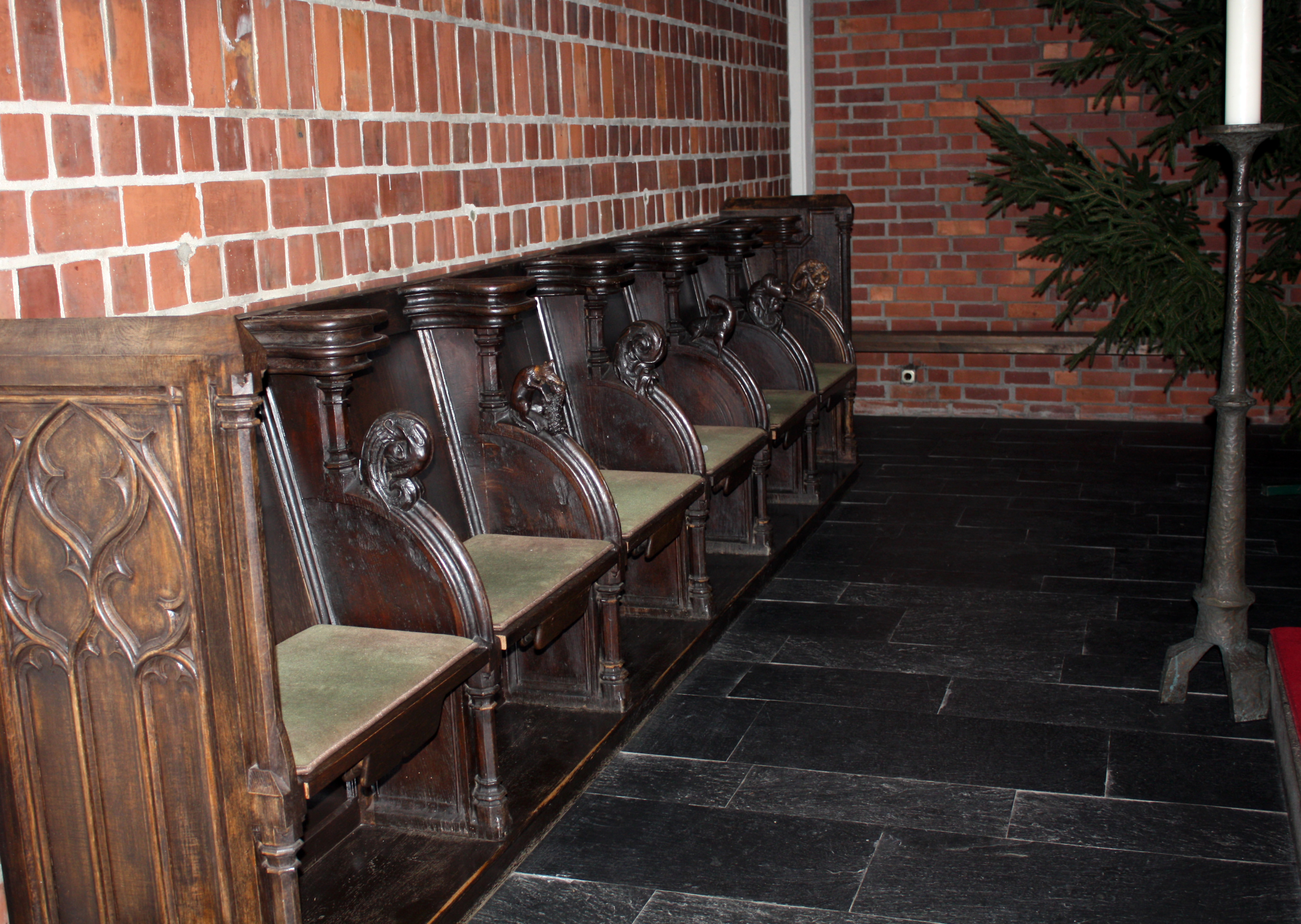
Chorgestühl 2008
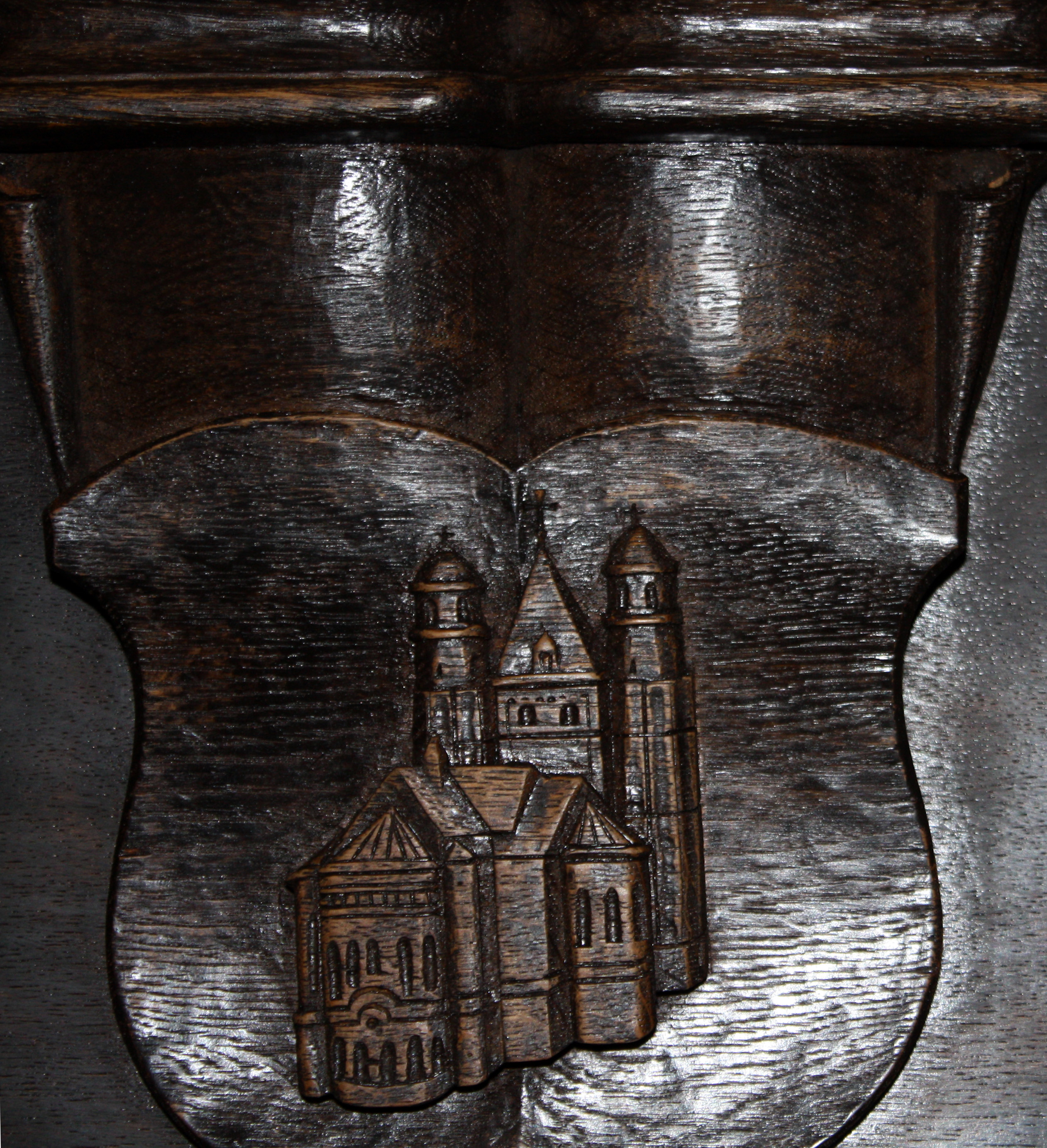
Darstellung Maria im Kapitol
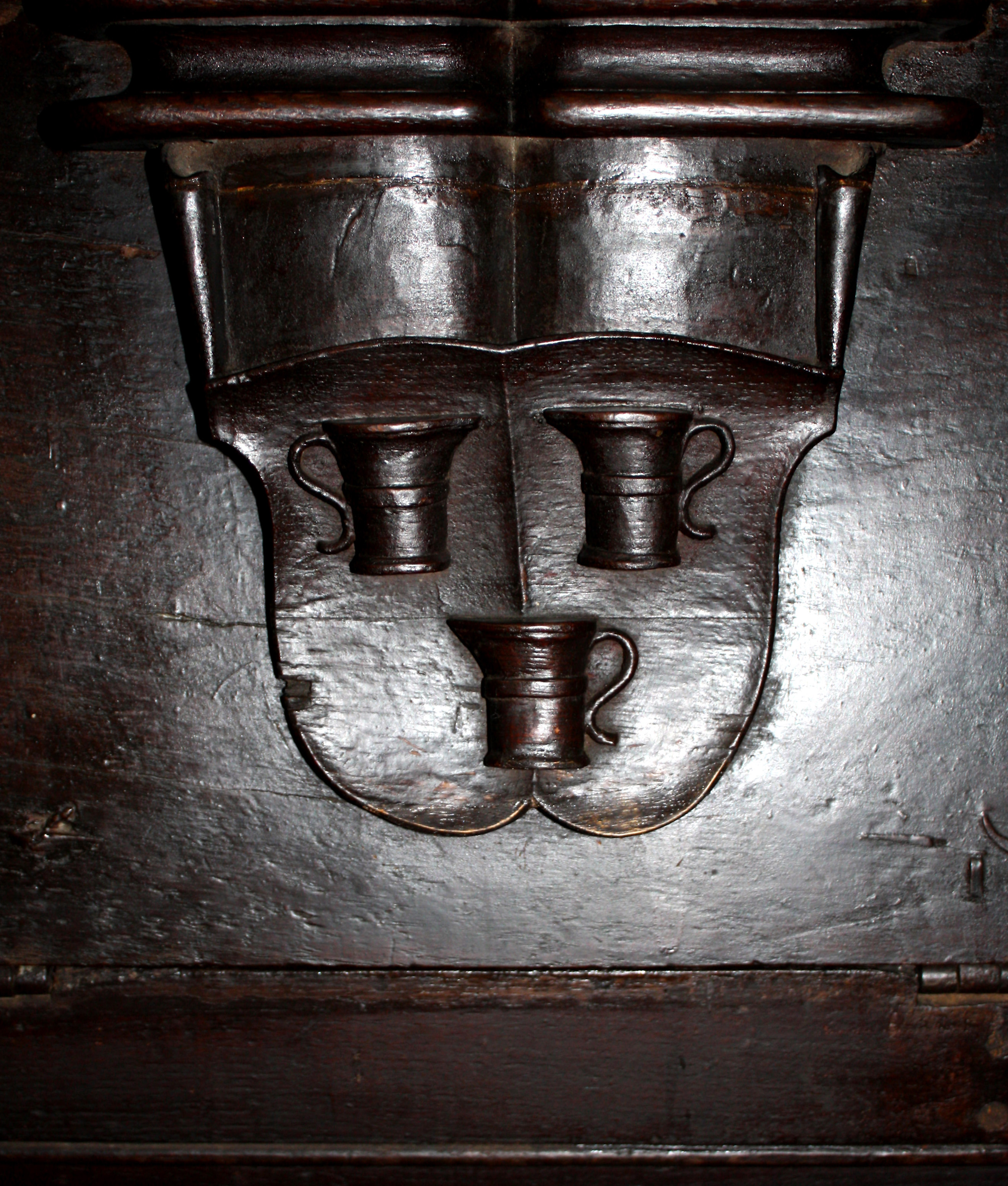
Wappen der Kölner Patrizier Kannegießer
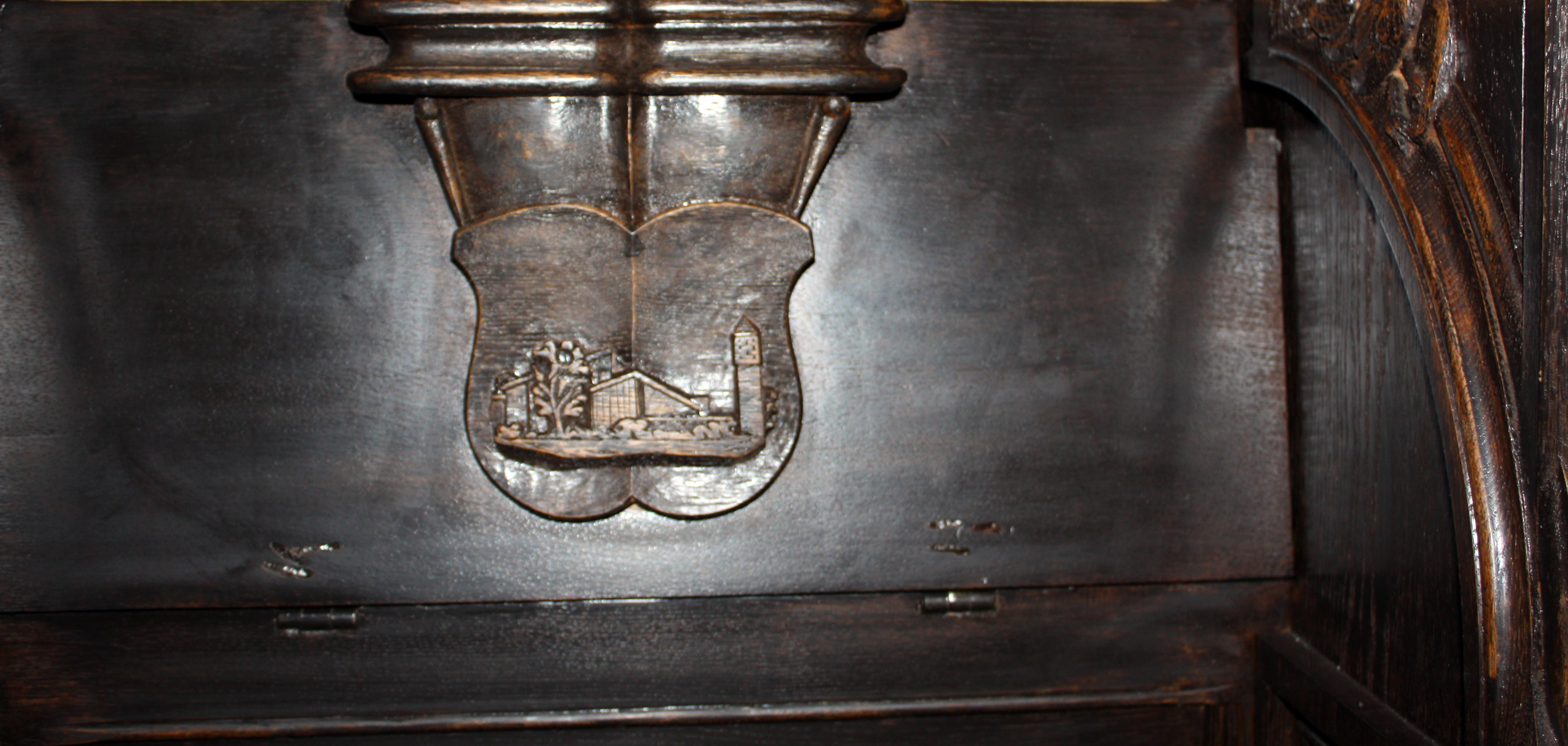
Darstellung St. Mariä-Geburt. Scharnier und Wange

Die im Jahr 1974 nur noch als vier innere Sitzteile des Gestühls vorhandenen Teile waren die Basis einer gelungenen Rekonstruktion des Gestühls durch den Restaurator Karl Heinz Müller aus Brühl. Müller ergänzte 1993 die vorhandenen Teile um zwei äußere Sitze, indem er ein nun sechssitziges, von zwei Wangen abgeschlossenes Gestühl schuf. Die äußeren Sitzunterseiten stellen die beiden Kirchen dar, links die heutige Efferener, rechts die Kirche der ehemaligen Stiftsherrin aus Köln. Dazwischen befinden sich die Wappen der Patrizier, welche wohl die Stifter des Chorgestühls waren.

### Orgel
Die Kirche bekam 1974 auch eine neue Orgel aus der Werkstatt der Firma Josef Weimbs in Hellenthal. Sie hat 24 Register und 1695 Pfeifen mit mechanischer Spiel- und elektrischer Registertraktur in zwei Manualen und Pedal. Die in geschlossenen Gehäusen eingebauten Werke wurden nach altem Brauch angeordnet. Der Spieltisch der Orgel ist freistehend. Professor Josef Zimmermann, Domorganist in Köln, erstellte die Disposition der einzelnen Register.

#### Disposition
Schwellwerk
1        Holzgedackt 8‘
2        Salicet 8‘
3        Prinzipal 4‘
4        Superoktav 2‘
5        Sifflöte 1 1/3‘
6        Oktävlein 1‘
7        Scharf 4f 2/3‘
8        Hautbois 8‘
9        Tremolo

Hauptwerk
10    Prinzipal 8‘
11    Hohlflöte 8‘
12    Oktave 4‘
13    Viola 4‘ (seit 2009 Traversflöte 4‘)
14    Feldflöte 2‘
15    Sesquialter 1-3f
16    Mixtur 5f 11/3‘
17    Trompete 8‘
18    Holzdulcian 16‘
19    Tremolo
20    Kop II-I
Pedal
21    Contrabass 16‘
22    Subbass 16‘
23    Prinzipalbass 8‘
24    Gedacktbass 8‘
25    Choralbass 4‘
26    Rauschbass 3f
27    Basstrompete 8‘
28    Ped. Kop I
29    Ped. Kop II

Handregister und 2 freie Kombinationen,
freie Pedalkombination
Zungen ab, einzeln und alle
Tutti

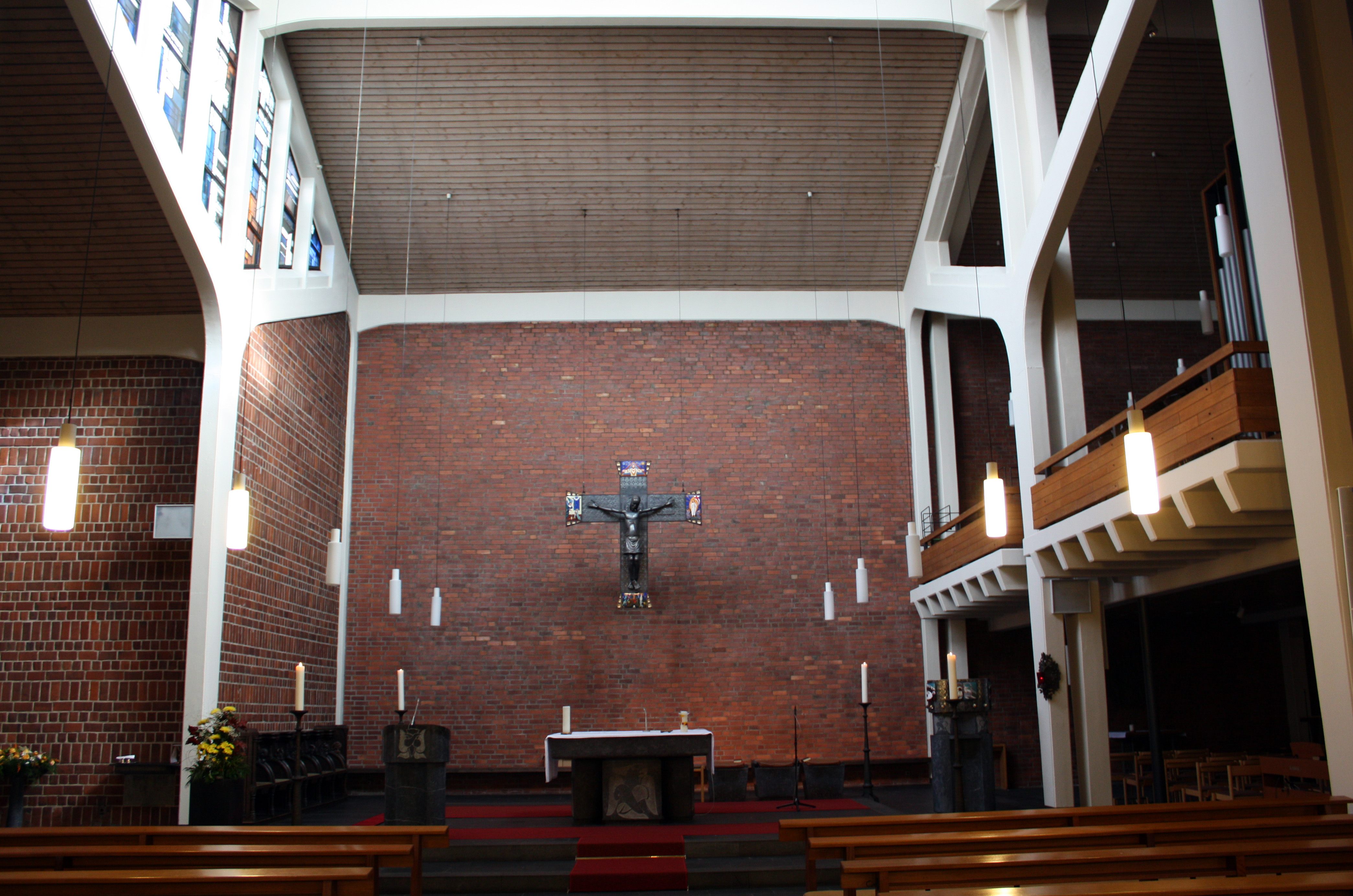
Innenraum der Kirche
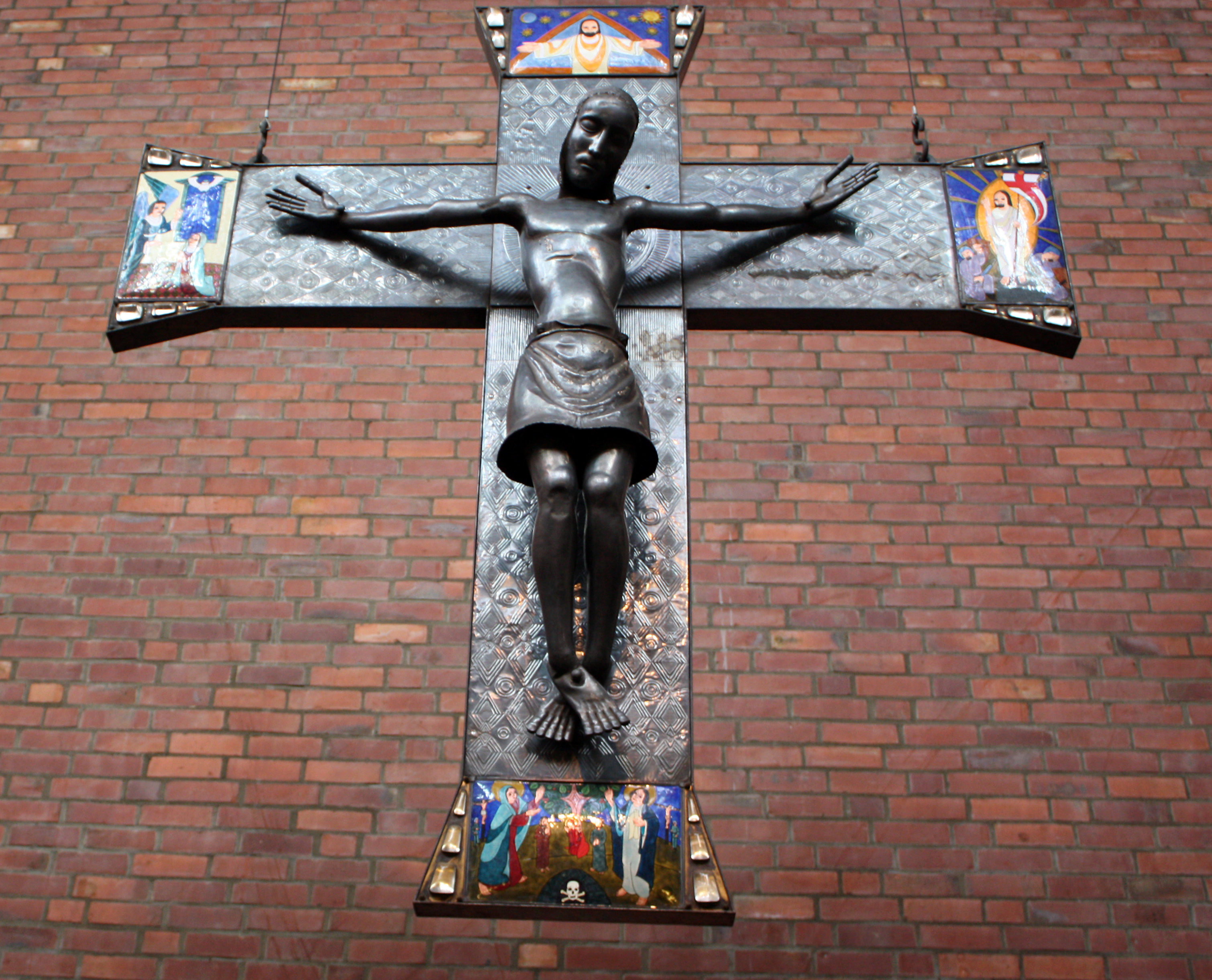
Altarkreuz
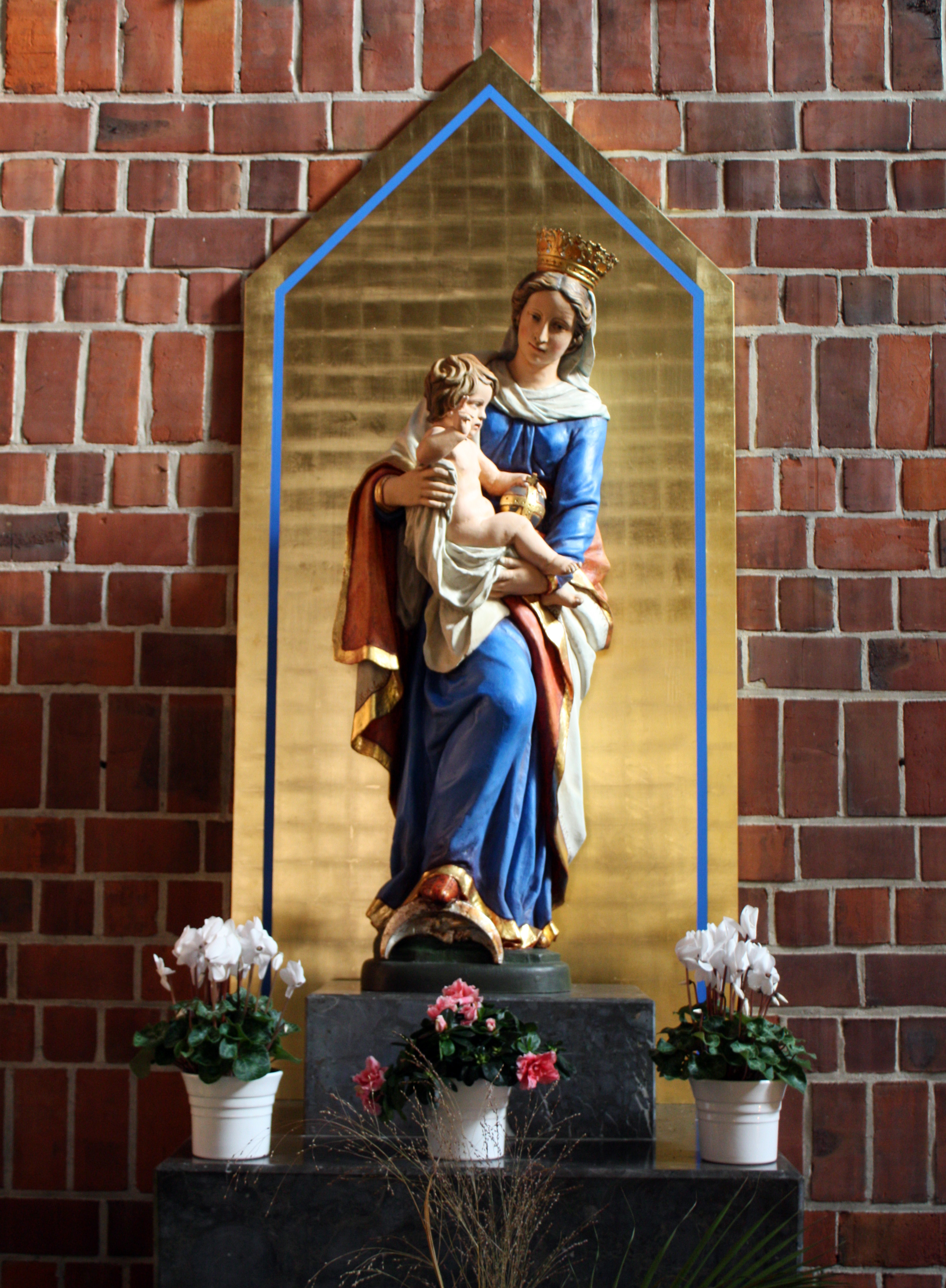
Marienaltar
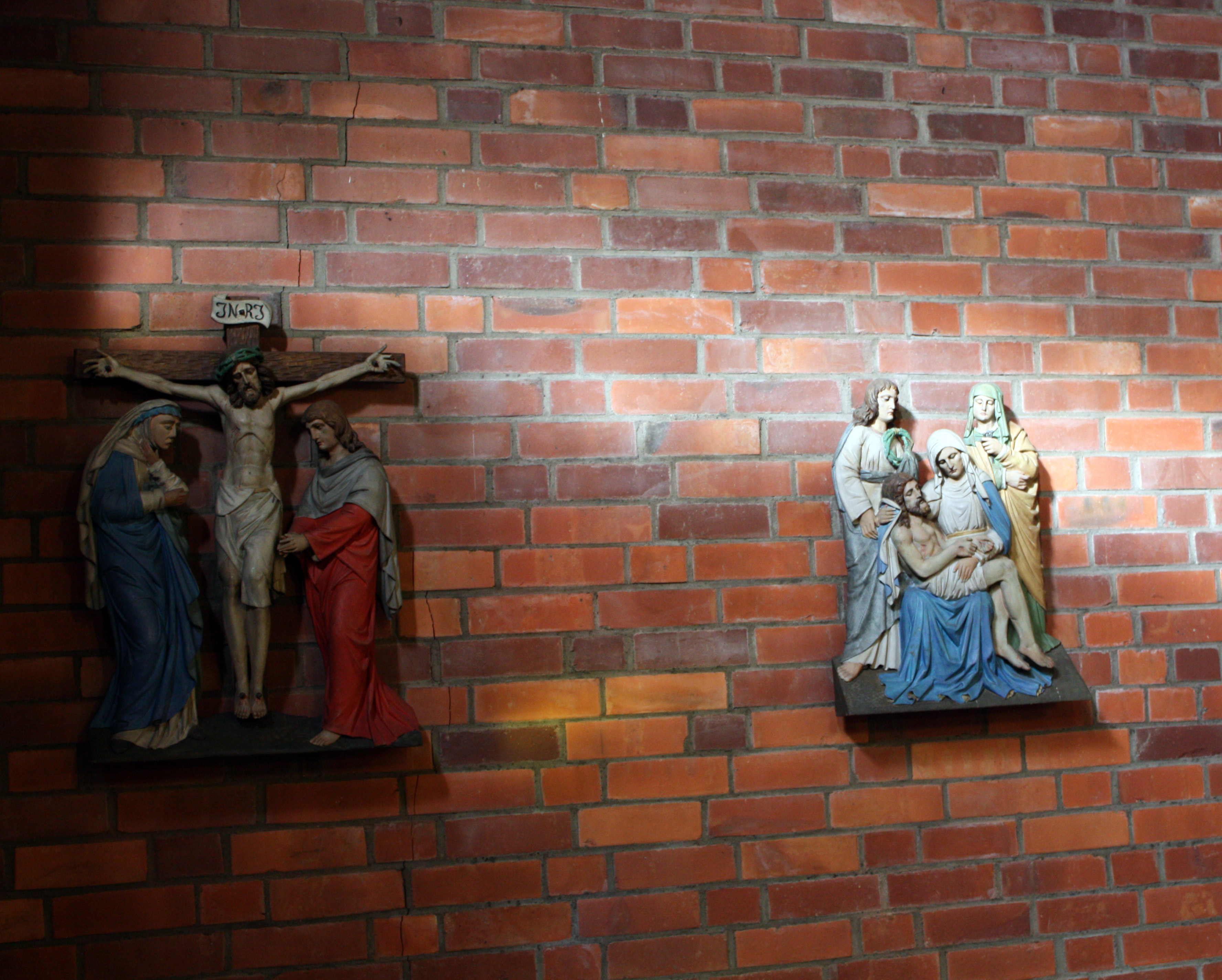
Kreuzwegstationen, Details

### Glocken

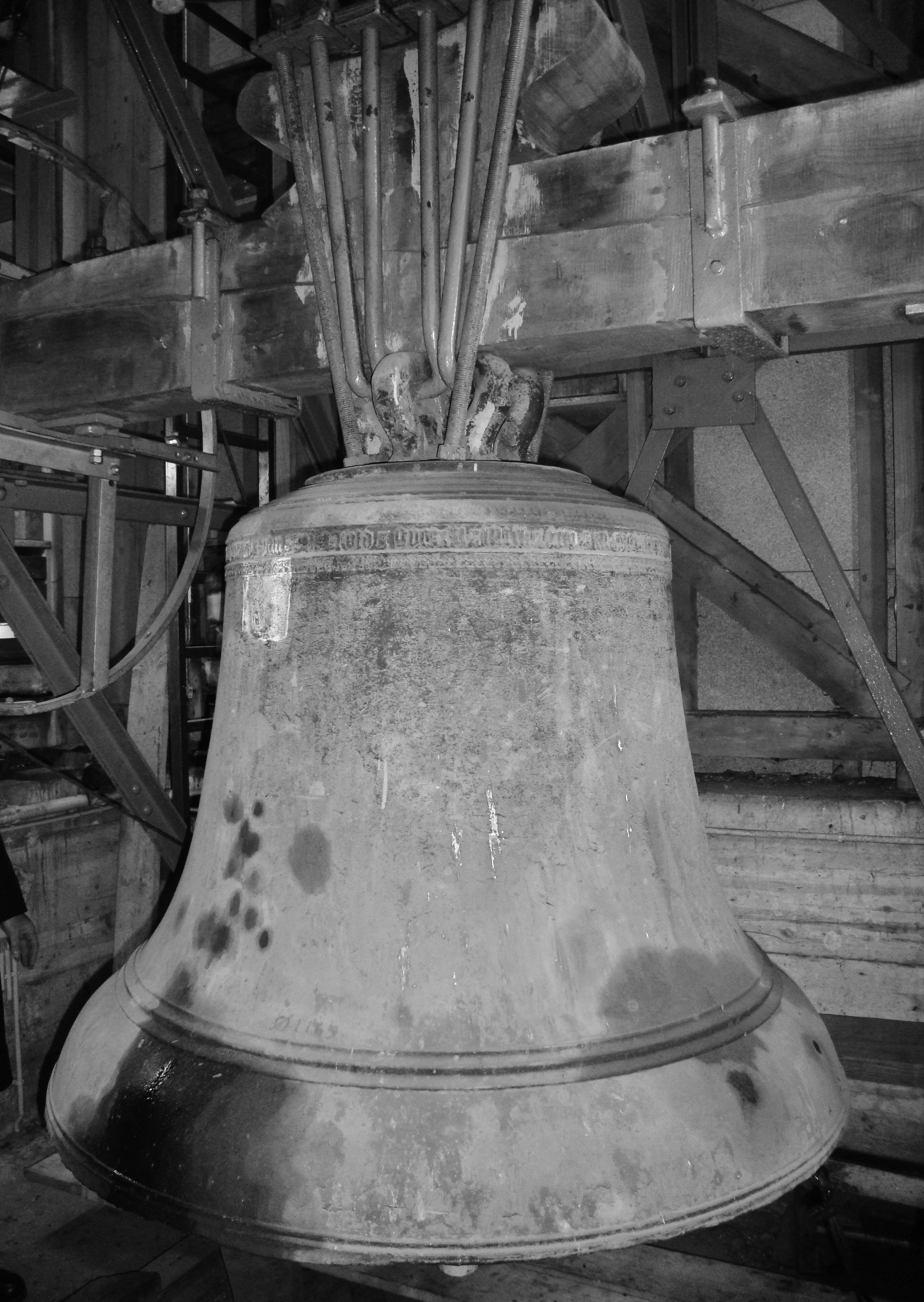
Marienglocke von 1474

Im Turm hängen fünf Glocken in einem dreistöckigen Stahlglockenstuhl. Die beiden alten Glocken des 15. und 16. Jahrhunderts dienten bereits in den alten Kirchen. Die große Marienglocke trägt eine einzeilige Minuskelinschrift um die Schulter. Darunter befinden sich ringsum verschiedene Heiligenreliefs. Diese Glocke zeichnet sich durch eine sehr schwere Konstruktion aus, die ihr einen weichen, fülligen Klang verleiht. Ihr Läuten ist den Hochfesten vorbehalten. Über das Schlagwerk werden die drei mal drei Schläge zum Angelus Domini ausgeführt. Die kleine Waldborchglocke wird hingegen nur solistisch verwendet. Der Uhrschlag erfolgt über die Glocken Anna (Viertelstunden) und Josef (volle Stunden).
| Nr. | Name      | Gussjahr | Gießer, Gussort                                | Durchmesser (mm) | Masse (kg, ca.) | Schlagton (HT-1/16) |
| --- | --------- | -------- | ---------------------------------------------- | ---------------- | --------------- | ------------------- |
| 1   | Maria     | 1474     | Johann von Alfter & Heinrich (I) von Overraide | 1.172            | 1.150           | g1 0+1              |
| 2   | Josef     | 1956     | Petit & Gebr. Edelbrock, Gescher               | 855              | 360             | b1 0+2              |
| 3   | Donatus   | 1956     | Petit & Gebr. Edelbrock, Gescher               | 755              | 260             | c2 0+2              |
| 4   | Anna      | 1956     | Petit & Gebr. Edelbrock, Gescher               | 666              | 180             | d2 0+2              |
| 5   | Waldborch | 1548     | (Derich von Overraide)                         | 550              | 115             | ges2 +8             |

## Kirchengemeinde
Die Kirche wird von der katholischen Gemeinde St. Mariä Geburt im Pfarrverband Efferen/Hermülheim für Gottesdienste und den Gemeindebedarf genutzt. Die Gemeinde betreibt darüber hinaus noch einen Kindergarten auf dem Gelände des ehemaligen Klosters von Efferen. Abgesehen von normalen Gottesdiensten werden gelegentlich auch Ausstellungen und Konzerte in der Kirche veranstaltet.